# Boykin (Georgia)
Boykin es un lugar designado por el censo ubicado en el condado de Miller en el estado estadounidense de Georgia. En el año 2010 tenía una población de 143 habitantes.

## Geografía
Boykin se encuentra ubicado en las coordenadas 31°6′15″N 84°41′11″O / 31.10417, -84.68639.